# Odessa (Floryda)
Odessa – jednostka osadnicza w Stanach Zjednoczonych, w stanie Floryda, w hrabstwie Pasco.